# Mapei (muzikant)
Jacqueline Mapei Cummings (Providence, Rhode Island, 20 december 1983), beter bekend als Mapei, is een Zweeds-Amerikaanse artiest bekend van haar single Don't Wait, die in 2013 verscheen bij Downtown Records. Haar debuut-ep, The Cocoa Butter Diaries, verscheen ook bij Downtown Records, in 2009.

## Geschiedenis

### Levensloop
Jacqueline Mapei Cummings werd geboren in Providence (Rhode Island), waar ze tot haar tiende woonde. Daarna woonde ze afwisselend in Zweden en Amerika. Op haar achttiende verhuisde ze naar Brooklyn, waar ze achter de bar van een Zweeds restaurant werkte. Ze bleef daar drie jaar en ging met Lykke Li om. Daarna besloot ze terug te keren naar Zweden en kwam ze terecht in de rapscene van Stockholm.

### The Cocoa Butter Diaries(2009-2012)
De debuut-ep van Mapei verscheen in 2009 bij Downtown Records. Na het verschijnen van The Cocoa Butter Diaries begon Mapei te werken aan haar debuutalbum, samen met het Franse elektronische-muziekduo Justice. Ze was echter ontevreden over het resultaat en begon opnieuw. Met het rappen kwam ze niet echt verder en ze besloot ook te gaan zingen. Na een lange tijd reizen keerde ze weer terug naar Stockholm om samen te werken met producer Magnus Lidehäll.

### Don't WaitenHey Hey(2013-heden)
Don't Wait verscheen op de website van The Fader in oktober 2013. Het nummer liep goed en kwam op nummer 1 van de hitlijst van The Hype Machine.
Het nummer is gemixt door bekende producers, onder wie Frankie Knuckles, Kingdom en Giraffage. Een versie met Chance the Rapper verscheen in maart 2014. Een remix-ep en een video van  Don't Wait verschenen op 1 april 2014. Het nummer kwam binnen op nummer 48 in de Billboard Hot Dance Club. Het nummer kwam ook terecht in de UK's Airplay Chart op nummer 173.
Op 10 juni 2014 bracht Mapei haar single Change uit. Haar debuutalbum Hey Hey kwam uit op 23 september 2014. Artiesten die haar beïnvloed hebben zijn Radiohead, Donna Summer, Irene Cara, Diana Ross, Missy Elliott, Brandy, Queens of the Stone Age en Michael Jackson.

## Discografie

### Ep's
- The Cocoa Butter Diaries (2009)
- Don't Wait EP (2014)

### Singles
- Don't Wait (2014)
- Change (2014)

### Samenwerkingen
Mary Jane (2009) - Major Lazer
- Library of Congress Control Number: n2017057350
- MusicBrainz: fee01328-476c-497a-8707-08d8706c473e
- Virtual International Authority File: 1150686445412540661